# 賽亞人
賽亞人 (日語：サイヤ人)，是日本漫畫家鳥山明名作《七龍珠》的虛構人種，稱號為「戰鬥民族」。命名來源是將蔬菜 (野菜、やさい)進行移位構詞，直接寫成漢字為「賽亞人」。

## 特色
- 只要是能吃的東西，沒什麼喜歡不喜歡的，什麼都吃。為了對應野外生存，他們有非常強勁的消化器官。適應能力很好。戰鬥對他們來說就類似玩耍。[4]
- 不僅限於小孩子，他們不擅長的是讀書。[5]
- 成年前會維持小孩子型態，青少年時期會一口氣成長到適合戰鬥的體型。
- 嬰兒出生後，會馬上進行戰鬥力檢測。
  - 戰鬥力數值比基準值高，就被視為上級戰士，直接作為戰鬥員候補進行養育。[4]
  - 戰鬥力數值低的人，就會被評為下級戰士，可能成為技術員，也可能放進宇宙船發送到某個邊境的星球去。（這個設定在2014年4月鳥山明連載的《DRAGONBALL 特別附贈篇》「七龍珠負：命中注定被遺棄的小孩」改成「賽亞人嬰兒出生後過一段時間，戰鬥力值若仍然低於平均值，才會放進宇宙船發送到某個邊境星球。」）[4]
- 賽亞人有尾巴，他們的尾巴是天生弱點，被拉住就會全身無力。[6]但是經過鍛鍊後，這個弱點可以克服。[7]
- 在死亡邊緣中復原後，戰鬥力會有爆發性的增長，但是如果是自殘讓身體重傷回復的話，是沒有任何效果的。[8]
- 純種賽亞人的髮型從出生以後，就不會有變化。[9]
- 因為是戰鬥民族，所以為了奮戰，因此純種的賽亞人到80歲前有很長的年輕時期。[10]
- 撒亞人與地球人結合而誕下的混血兒（如悟飯、悟天、杜拉格斯）戰鬥潛力極高，而且一樣有尾巴，看見滿月亦會巨猿化，對比於純種撒亞人，沒有好戰的天性，但在戰鬥時也會感到興奮。
- 賽亞人的命名來源的緣故，作品中所有賽亞人的名字都是由各種蔬菜變化而來的。
  - 孫悟空（卡卡羅特 カカロット）：胡蘿蔔（Carrot カロット）
  - 達爾（ベジータ）：蔬菜（「Vegeta」ble ベジタブル）
  - 塔布爾（ターブル）：蔬菜（Vege「table」 ベジタブル）
  - 贝吉塔王（ベジータ王）：蔬菜王（「Vegeta」ble ベジタブル）
  - 布羅利（ブロリー）：花椰菜（Broccoli ブロッコリ）
  - 巴拉卡斯（パラガス）：蘆筍（As「paragus」 アスパラガス）
  - 那巴（ナッバ）：菜叶（Nappa ナッパ）
  - 拉帝茲（ラディッツ）：蘿蔔（Radish ラディッシュ）
  - 巴達克（バーダック）：牛蒡（Burdock バードック）
  - 姬聶（ギネ）：蔥（Negi ネギ）日語羅馬音反過來念為「Gine」
  - 賽莉帕（セリパ）：香芹（parsley パセリ）日語羅馬因反過來念為「Sleypar」
  - 加貝（キャベ，又譯：卡貝）：卷心菜（Cabbage キャベツ）
  - 愷兒（ケール，又譯：可魯）： 羽衣甘藍（Kale ケール）
  - 凱莉芙拉（カリフラ，又譯：卡莉芙拉）：白花椰菜（Cauliflower カリフラワー）
  - 畢茲（ビーツ）：甜菜（Beet ビート）

## 歷史文明
賽亞人是喜好戰鬥的民族，原先居住在沙达拉行星（惑星サダラ），第七宇宙的沙达拉行星因为赛亚人的内乱而毁灭，而后赛亚人在宇宙中流浪。後來定居於位於北銀河系，星球的重力是地球的10倍，原作沒特別提到是哪個星球，動畫設定是賽亞人來到原本茲夫魯人（ツフル人）所居住的普朗特行星（惑星プラント），原本兩族和平共處，後來達爾王下令消滅茲夫魯人，人數上雖由茲夫魯人占優勢，但因賽亞人戰鬥力較高且當晚為月圓之夜，所有賽亞人變身為大猩猩一舉進攻，將茲夫魯人消滅後把星球據為己有，改稱為貝吉塔行星（惑星ベジータ）。
動畫設定為原住者茲夫魯人具有高度的科技文明，賽亞人在消滅茲夫魯人後繼承這些科技文明，但因本身不善科技發展。
根據貝吉達的概述，原本第七宇宙的賽亞人並不常侵略別人，自從賽亞人替弗利沙效力後，侵略攻擊其他行星才成為日常，第六宇宙的賽亞人則是接受委託來打擊或消滅壞人為生。在貝吉塔行星上出生的賽亞人，部分於幼年時期就被送出侵略其它星球，只有特定身分者（例如王族、航空器操作員、器械維修員）會接受較高等級的知識。
早期設定Age737弗利沙摧毀達爾行星，近年來改成Age740弗利沙摧毀達爾行星。大部分的賽亞人都死於這場爆炸，只有少數派遣至其他星球的賽亞人存活。

## 型態變化
巨猿
- 賽亞人經由眼睛吸收1700萬以上的布爾茲光波後，尾巴會作自然反應變身成巨猿。少數賽亞人可以利用能量球和所在星球氧氣人工製造出超過1700萬的小滿月。[13]。
- 巨猿化的賽亞人，戰鬥力是原本的10倍[14]。
- 另一種巨猿化－金黃色的巨猿，是在動畫原創作品《七龍珠GT》第一次登場。必須要擁有賽亞人的尾巴，以及具備成為超級賽亞人的能力才能變身成為金黃色巨猿[15]。

超級賽亞人
超級賽亞人在原作漫畫裡，第一次登場是在弗利沙篇。因為克林被弗利沙所殺讓孫悟空感到非常憤怒，最後變身成為傳說中的超級賽亞人，頭髮會變成金黃色。早期的原作設定是必須要有一顆沉穩的心，以生氣作為導火線－「憤怒與生氣」，就能夠變身成為超級賽亞人。在2017年12月，鳥山明提出：要成為超級賽亞人的條件是體內必須有S細胞。這種S細胞積累到一定數量時，以憤怒為契機讓S細胞爆發般增長，身體發生變化成為超級賽亞人。另外還有其他的超級賽亞人狀態，是根據這個超級賽亞人衍生而來，主要皆是人物透過修行和戰鬥的過程中領悟到的新狀態。外觀的差異是造型和髮型有不一樣變化，以及字面上的設定有更強大的力量加成。
超級賽亞人4
在龙珠不同作品的不同世界观中，对于超级赛亚人4的设定也有所不同。在《七龍珠GT》中，超级赛亚人4的设定为：紅色的勇士，超級賽亞人的最強型態，力量比超級賽亞人三強上很多，會用能量彈連擊以及十倍的龜派氣功波。戰鬥民族賽亞人之中，每1000年內才會出現一個『超級賽亞人』，而他的究極型態是超級賽亞人四。必須要擁有賽亞人的尾巴，以及具備成為超級賽亞人的能力，在變身成為金黃色巨猿後回復理智，才能變身成為身上長滿紅色體毛的超級賽亞人四。超級賽亞人4並不是超級賽亞人的進化，而是賽亞人原始的力量。因為製作人為了方便，所以取名為『超級賽亞人4』，他是超級賽亞人的另外一種狀態。
在鸟山明为原案的《龙珠大魔》人物设定中，赛亚人的尾巴不再是超级赛亚人4变身的必要条件，也无需先变身黄金巨猿，可通过不断修炼而直接获得该形态。
超級賽亞人之神
《七龍珠Z 神與神》首次登場，《七龍珠超》有登場，是由在遠古時期的沙達拉行星上好的賽亞人為了對抗壞的賽亞人而所短時間創造的救世主，需由五位善良的賽亞人向另一位善良的賽亞人注入力量方得變身。戰鬥力已經超越所有賽亞人次元達到神一般的境界，故稱為「超級賽亞人之神」。

超級賽亞人之神的變身時間很短。在劇場版中，悟空與破壞神對戰途中就變回原來模樣，但悟空卻可吸收其能量將自己的次元再次提升，所以變回原形時力量並沒有減弱多少。在《七龍珠超》中悟空曾自力變身成此形態，而漫畫版的「未來特南克斯篇」達爾也有使用此型態來對付扎馬斯。另外，劇場版《七龍珠超 布羅利》中比達和悟空也以曾變身此形態對戰布羅利。
超級賽亞人藍
在劇場版《七龍珠Z 復活的F》首次登場，爾後在動畫版《七龍珠超》登場，是擁有「超級賽亞人之神力量的超級賽亞人」。以超級賽亞人之神狀態為基礎作出突破而變身成的超級撒亞人型態，力量比超級賽亞人之神更強大，又名SSGSS（英文簡稱），是擁有神之氣息的超級賽亞人。與黃金弗利沙對戰時初次變身，這是悟空和達爾在維斯那裡訓練後達到的境界。
超級賽亞人玫瑰
由第十宇宙的界王神扎馬斯佔據悟空的身體直接突破超級賽亞人之神的變身。
完全超級賽亞人藍
《七龍珠超》漫画版第24话中悟空以尝试控制超級賽亞人藍的力量而到达超級賽亞人藍的完全形态，把超藍的氣封鎖在體內以此提升力量，但這型態無法使用太久，會依每個人的身體狀態而定，特徵与原本的超級賽亞人藍一样除了没有蓝色火焰之外，能完美的控制其力量并能够与合体扎馬斯打成平手。
超級賽亞人之神力量的超級賽亞人・進化
首次出現於七龍珠超漫畫40話＆動畫第123集。達爾因不甘心孫悟空又突破自己的極限而憤怒變身成此型態，動畫版則是為了兌現和徒弟加貝的承諾，逼出自己極限的力量突破超藍界限，與悟空共同對戰吉連前爆發變身。外表和超藍相若，但瞳孔和髮色變成更閃亮的藍色。在《七龍珠Z：爆裂對戰》遊戲中這形態叫做「完全超級賽亞人藍」，然而在《超級龍珠英雄》遊戲中這形態叫做「超級賽亞人之神力量的超級賽亞人・進化」。
超級賽亞人憤怒
《七龍珠超》第61集中由未來特南克斯過於憤怒而突破超級賽亞人2的變身而變身而成。頭髮與超級賽亞人2的髮型一樣，但是周圍的氣是黃色與藍色的氣焰。擁有能與超級賽亞人玫瑰黑悟空對比的力量，就連黑悟空與未來扎馬斯聯合起來的氣功波攻擊都能反彈回來的強大力量。在《七龍珠Z：爆裂對戰》遊戲中這形態叫做「超級賽亞人」，然而在《超級龍珠英雄》遊戲中這形態叫做「超級賽亞人憤怒」。
超級賽亞人布羅利（全力爆發／FULL POWER）
2018年12月14日在日本首映的動畫電影『七龍珠超 布羅利』中，布羅利和超級賽亞人之神藍色的悟吉達戰鬥時變身的狀態，上半身赤裸的外觀和『七龍珠Z』「布羅利」相關電影“一千年才會出現一名‘傳說中的超級賽亞人’”十分相似，但是設定卻不一樣。官方將其命名為“超級賽亞人布羅利FULL POWER（超サイヤ人ブロリーフルパワー）”。

新版《七龍珠 超 布羅利》於2018年12月24日上映，有別於以往的電影版，這次於七龍珠正史裡，與以往的布羅利不同的是，不會一直喊著：「卡卡羅特（孫悟空）」，而是以父親對達爾王的恨意向達爾復仇